# Казахстан (Мартукский район)
Казахстан (каз. Қазақстан) — упразднённое село в Мартукском районе Актюбинской области Казахстана. Ликвидировано в 2012 г. Входило в состав Яйсанского сельского округа. Код КАТО — 154639300.

## Население
В 1999 году население села составляло 43 человека (27 мужчин и 16 женщин). По данным 2009 года, в селе не было постоянного населения.